# 근흡
근흡(靳歙, ? ~ 기원전 183년)은 중국 진나라 말기, 전한 초의 인물로, 전한 고제의 개국공신이다.

## 생애
중연(中涓)으로 고제를 따라 진나라와의 싸움에서 제양(濟陽)을 쳤고, 삼천군의 군수 이유(李由)의 군을 무찔렀고, 개봉 동쪽에서 공을 세워 임평군(臨平君)에 봉해졌다. 이후 남전(藍田) 북쪽에서 진나라 군을 무찌르고 패상(覇上)까지 이르렀다. 기원전 206년, 고제가 한왕에 봉해지자 건무후(建武侯)의 작위를 받고 기도위(騎都尉)에 봉해졌다.
이후 옹나라 공격에서는 별도로 옹왕 장한의 아우 장평(章平)을 농서에서 무찌르고 농서의 여섯 현을 평정했다. 그리고 동쪽으로 가 초나라를 치고 팽성 전투에서 패배하여 돌아와 옹구(雍丘)를 지키면서 한을 배반한 왕무(王武) 등을 무찔렀다. 양 지역을 공격하고 별도로 서쪽을 쳐 형열(邢說)을 치남에서 격파하고 형열과 도위 둘, 사마와 후 열두 명을 사로잡고 이졸 2400명을 항복시켰다. 또 형양 동쪽에서 초나라를 물리쳐 식읍이 4200호가 되었다.
하내군의 여러 지역에서 싸워 공을 세웠고, 조나라와의 싸움에 들어가 한단을 항복시키고 별도로 평양을 함락하고 업을 항복시켰다. 또 조가, 한단 공격에 종군해 조나라를 무찔렀다. (고제의 본군이 있는)오창으로 돌아와 초나라와의 싸움에서 적의 양도를 끊고 항관(項冠)을 무찔러 노(魯)를 함락했고, 서초의 경내 깊숙이 들어가 증(鄫) · 담(郯) · 하비(下邳) · 기(蘄) · 죽읍(竹邑)을 쳤다. 고제 5년(기원전 202년), 유고 · 노관이 항우가 패망하고도 한에 항복하지 않은 임강왕 공위를 공격하고 있었는데 이에 개입해 별도로 임강의 서울 강릉을 점령하고, 주국 · 대사마 등의 항복을 받았으며 임강왕 공위의 신변을 확보해 낙양으로 보냈다. 진하(陳下)에서 초왕 한신을 취하는 데에도 따라가, 고제 6년(기원전 201년)에 식읍이 4600호로 정해졌고 세습되는 부를 갈라 받아 신무후에 봉해졌다.
태원에 배치되어 흉노를 막던 한왕 신이 고제를 배반하고 흉노에 투항하여 시작된 대나라 공격에서는 기도위로 종군했고, 백등산 포위전에서 공이 있어 거기장군이 되었으며 양 · 조 · 제 · 연 · 초 다섯 제후국의 전차와 기병을 주관했다. 또 별도로 진희의 승상 후창(侯敞)을 무찔렀고 곡역을 항복시켰다. 영포의 난 진압에서도 공적이 있었다. 그리하여 식읍이 늘어 5,300호로 정해졌다. 일생동안 90명의 머리를 베었고, 142명을 사로잡았으며, 별도로 14군을 무찔렀고, 59성을 항복시켰고, 1군 1국 23현을 평정했고 왕 1명과 주국 1명, 이천석 이하 5백석까지는 39명을 거두어들였다.
고후 5년(기원전 183년)에 죽었고, 시호를 숙(肅)이라 했다.

## 가계
근흡이 죽은 후, 아들 이후(夷侯) 근정이 이었다. 18년 후, 봉국에서 조세를 너무 많이 거둔 죄를 물어 지위를 빼앗기고 봉국이 폐지되었다.
원강(元康) 4년(기원전 62), 근흡의 현손의 아들인 장안상조(長安上造) 근안한이 조서를 받고 가문을 일으켰다.